# Bratia Kuntjevi
Bratia Kuntjevi (bulgariska: Братя Кунчеви) är ett distrikt i Bulgarien.   Det ligger i kommunen Obsjtina Stara Zagora och regionen Stara Zagora, i den centrala delen av landet, 210 km öster om huvudstaden Sofia.
Trakten runt Bratia Kuntjevi består till största delen av jordbruksmark. Runt Bratia Kuntjevi är det ganska glesbefolkat, med 48 invånare per kvadratkilometer.